# The Goose Steps Out
The Goose Steps Out is een komische film uit 1942 met Will Hay in de hoofdrol en als coregisseur, tezamen met Basil Dearden. De film behoort tot de klassieke komedies van de Ealing Studios, met rollen van Charles Hawtrey en Peter Ustinov. Het draaiboek is van de hand van Angus McPhail en John Dighton.
The Goose Steps Out werd tijdens de Tweede Wereldoorlog gemaakt en drijft de spot met Nazi-Duitsland. Het is een typische Will Hay-film door zijn combinatie van slapstick en woordspelingen. De prent is in het Engels, met hier en daar een paar Duitse woorden.

## Verhaal
William Potts, een leraar Duits, wordt verkeerdelijk gearresteerd door de Britse geheime dienst. Hij uit luidkeels zijn ongenoegen, wanneer eensklaps een Duitse spion genaamd Müller wordt binnengebracht, die als twee druppels water op hem lijkt. Aangezien Potts door dit oponthoud voor de derde maal op één week tijd te laat op zijn werk is, wordt hij langs de telefoon ontslagen door de schooldirecteur. De man van de geheime dienst biedt hem meteen een nieuwe baan aan, namelijk als dubbelganger van Müller.
De naïeve Potts, die geen spionage-ervaring heeft en veeleer traag van begrip is, wordt als Herr Müller op een missie naar Duitsland gestuurd en uit een vliegtuig geparachuteerd. Hij moet via een codewoord contact maken met Lena, die hem in contact met Professor Hoffmann zal brengen. Hoffmann werkt immers aan een geheim wapen: een bom die de oorlog onontkoombaar in het voordeel van Duitsland zou beslissen. Op de trein komt de Gestapo de identiteitsdocumenten opvragen in de coupé waarin Potts zit. Even lijkt het alsof hij door de mand zal vallen, maar dan blijkt dat de Gestapo een zeer grote bewondering voor Müller heeft. Opgelucht leest hij verder in Mein Kampf.
Op het station van bestemming aangekomen, speelt een orkest het Horst Wessellied en staat er een grote groep gegadigden op het perron. Potts denkt dat dit zijn ontvangstcomité is en ontfutselt een bloemenruiker aan een meisje. De mensen wachten evenwel niet op hem, maar op Generaal von Gotz, die eveneens op de trein zat. Wanneer de generaal dit bemerkt, duwt hij Potts van de trein af en stapt over zijn borst heen. Het blijkt zijn contactpersoon Lena die hem weer op de been helpt; zij is dienster in de herberg Zum goldenen Adler en vertrouwt hem toe dat professor Hoffmann graag een glas drinkt. Dit, zo redeneert Potts, is de ideale manier om „Hoffmanns vertellingen” aan de weet te komen.
In de hoedanigheid van Herr Müller is Potts belast met het klaarstomen van Duitse spionnen voor missies in het Verenigd Koninkrijk. Zijn studenten zijn stramme nazi’s en in zijn klaslokaal hangt een portret van Adolf Hitler (een van hen heet Schicklgruber en lijkt ook goed op een jonge Hitler). Müller leert hen dat ze in Engeland beter niet voortdurend de Hitlergroet zouden brengen indien ze niet willen opvallen. Een beter gebaar is het opsteken van twee vingers, zo beweert hij. Hij laat iedereen dit gebaar oefenen naar het Hitlerportret toe.
De autoritaire officier Schmidt was de vorige leraar Engelse cultuur van de spionnen in opleiding, en met hem komt Potts meteen in aanvaring. Met Hoffmann kan hij het beter vinden; hij nodigt hem uit op een drinkgelag in Zum goldenen Adler, met drankbonnen die hij heeft bemachtigd door zijn leerlingen kaartspelen aan te leren en deze vervolgens te winnen (de voedselrantsoenering geldt, tot Hoffmanns grote kommer, eveneens voor drank). ’s Avonds geraken beiden straalbezopen en zweren elkander de eeuwige vriendschap. Hoffman zegt dat hij Hitlers snor potsierlijk vindt, en Potts flapt eruit dat hij een Britse spion is, hetgeen Lena hoort. De volgende ochtend moet blijken of Hoffmann zich het gesprek nog herinnert; zo ja, dan heeft Lena arseen in gereedheid om hem te liquideren. Hoffmann herinnert zich evenwel enkel dat hij Hitler heeft beledigd — dit geheim mag nooit geopenbaard worden.
Wanneer Potts uiteindelijk het laboratorium van Hoffmann binnendringt om een bom te stelen, ontstaat een lange serie slapstick-scènes, waarin hij met een met zand gevulde sok een hele hoop bewakers bewusteloos slaat, zich verschuilt in een pak van asbest en ten langen leste ontsnapt met een exemplaar van de bom. Hij vlucht naar de logies van drie van zijn studenten, wanneer Schmidt binnentreedt. De drie verschaffen hem een alibi, want ze hadden reeds lang door dat hij een Britse spion is, en ze willen zelf naar Groot-Brittannië emigreren; ze zijn namelijk Oostenrijkers en haten het fascisme omdat, zo zeggen ze, Hitler hun land tot slaaf heeft gemaakt. De vermeende bom die Potts bemachtigd heeft, blijkt echter een lege huls te zijn.
’s Anderendaags weet Max, de sluwste van de drie studenten, de rector te overtuigen dat de inbraak opgezet spel was om Schmidt te testen: zelfs een klungelige en amateuristische inbraakpoging van Müller kon door een grote overmacht niet verhinderd worden, hetgeen Schmidts incompetentie bewijst, aldus luidt het argument. Potts gaat vrijuit en Schmidt wordt aangehouden, omdat Hoffmann deze versie van de feiten ondersteunt (Potts dreigde er namelijk mee, te onthullen dat Hoffmann Hitlers snor beledigd had). De bom is echter inmiddels op de trein naar Berlijn, die weldra zal vertrekken.
Potts en zijn studenten weten nog net de trein te halen. Aan boord blijkt Generaal von Goltz zich te bevinden, tezamen met de gehele generale staf van het Derde Rijk, en een van hen heeft de bom bij zich aan een handboei, welks sleuteltje de generaal bij zich heeft. Goltz nodigt de geachte heer Müller uit om suggesties te leveren voor de aanstaande invasie van de Britse Eilanden, en er volgt een plethora aan woordspelingen met Britse plaatsnamen en legervoertuigen (the pincer-panzer movement). Wanneer een van de officieren alarm slaat, zit er niets anders op dan de hele generale staf buiten westen te slaan middels de vertrouwde sok-met-zand-methode.
Het laatste gedeelte van de film speelt zich in een vliegtuig af. Vermomd als hooggeplaatste legerofficieren, weten de vier de piloot te overtuigen koers naar Engeland te zetten, om daar de definitieve capitulatie van het Verenigd Koninkrijk bij te wonen. Ze vergeten echter het communicatiesysteem tijdens hun persoonlijke gesprekken uit te schakelen, waarop de piloot hen met een pistool onder schot houdt. Vervolgens ontstaat een gevecht in het vliegtuig, waarbij Potts met zijn benen door het valgat bengelt. Ook de piloot wordt met de sok buiten westen geklopt, maar het probleem is dat niemand anders een vliegtuig weet te besturen. Per ongeluk wordt de piloot uit het vliegtuig gedropt, en Potts neemt achter de stuurknuppel plaats. Ze vliegen ondersteboven het Britse luchtruim binnen. Dan blokkeert de stuurknuppel echter, en ze stijgen tot duizelingwekkende hoogten waarop ze bijna bevriezen. Door de koude blokkeren de propellers, en het vliegtuig neemt een duikvlucht. Ze vliegen tussen ballons, onder bruggen en tussen spoorwegen, en landen uiteindelijk onzacht in een boom naast het War Office. Potts haalt de bom uit zijn hemd en werpt hem naar diegenen die erom verzocht hadden.

## Bezetting
| Acteur            | Personage                                  |
| ----------------- | ------------------------------------------ |
| Will Hay          | William Potts/Müller                       |
| Charles Hawtrey   | Max                                        |
| Frank Pettingell  | Professor Hoffmann                         |
| Julien Mitchell   | Generaal von Glotz                         |
| Peter Ustinov     | Krauss                                     |
| Barry Morse       | Kurt                                       |
| Leslie Harcourt   | Vagel                                      |
| Peter Croft       | Hans                                       |
| Ann Firth         | Lena                                       |
| Ray Lovell        | Schmidt                                    |
| Jeremy Hawk       | piloot                                     |
| Aubrey Mallalieu  | rector                                     |
| John Williams     | Majoor Bishop                              |
| Lawrence O'Madden | Kolonel Truscott                           |
| William Hartnell  | Duitse officier in het station (onvermeld) |

## Geschrapte scènes
Van The Goose Steps Out bestaan meerdere versies op dvd en VHS. De normale speelduur van de film bedraagt evenwel 79 minuten, terwijl de commerciële versies allemaal ten minste tien minuten korter zijn. Zo bestaat een veelal weggeknipte scène waarin Potts zijn studenten de juiste uitspraak van Britse plaatsnamen aanleert, waarbij Slough als Sluff wordt uitgesproken. Wanneer Potts met een Britse landkaart zijn uitleg aan de gerenale staf doet, volgen talloze woordspelletjes met bijvoorbeeld namen van graafschappen (we shall tie them up in Notts) en tanks (don’t get caught with your panzers down in the Severn Tunnel); deze gevatte scène ontbreekt desalniettemin gewoonlijk. De reden hiervoor is onbekend.